# Волк 359
«Волк 359» (англ. The Outer Limits: Wolf 359) — телефильм, 8 серия 2 сезона телесериала «За гранью возможного» 1963—1965 годов. Режиссёр: Ласло Бенедек. В ролях — Патрик О’Нил, Сара Шейн, Питер Хаскелл, Бен Райт, Дебни Колман.

## Вступление
Материальные поиски правды извне. Звёзды без конца. Бесконечные бесконечности. Миллиарды, миллиарды галактик. Воображение человека своевременно достигает самых дальних пределов знания, но они могут быть найдены в самых ничтожных местах…

## Сюжет
Работая от имени корпоративных интересов, учёный Джонатан Меридит создал миниатюрную версию отдалённой планеты в своей лаборатории. Когда, наряду с развивающимся экспериментом, в новом мире развивается таинственная форма жизни, Меридит должен взвесить ценность этого эксперимента — ввиду возможных опасностей.

## Заключительная фраза
Есть теория, что и Земля, и Солнце, и Галактика и все известные Вселенные — только пятнышко пыли на униформе некоторого полицейского в некотором гигантском супермире. Разве мы не можем прямо сейчас находиться под неким супермикроскопом?